# 小行星8907
小行星8907（英語：8907 Takaji）是一颗围绕太阳公转的小行星。1995年11月24日，小林隆男在大泉天文台发现了此天体。
这颗小行星的绝对星等为340.4879553204249等。